# ViS wz. 35手槍
Pistolet ViS wz. 35是由波蘭槍工Piotr Wilniewczyc研製的一款半自動手槍，於1935年成為波蘭軍隊的制式手槍。ViS wz. 35一直都被認為是二戰中性能最好的手槍之一，更是一些槍械收藏家的珍藏之一。

## 設計
ViS wz. 35不少的設計是以約翰·白朗寧的M1911手槍作基礎，它採用了與M1911相同的槍管短行程後座作用原理，但是在外型上卻有所不同。

## 歷史
ViS wz. 35在1935年開始裝備波蘭軍隊，在波蘭戰役前約有49,400枝已經交付軍隊。在德國佔據波蘭後，此槍的生產仍然繼續，並且以9 mm Pistole 645(p)的名義裝備德意志國防軍及警察部隊。基於其後新成立的波蘭人民共和國的軍隊採用蘇聯式裝備的原故，故在戰爭結束後ViS wz. 35便停止了生產。

## 使用國
- 波蘭
- 納粹德國
- 乌克兰

## 另見
- M1911手槍
- TT-33手槍

## 外部連結
- Polish patent filed on January 15, 1931.[永久]
- Vis on Polish Firearms Page
- ViS Shooting Range Video
- Modern Firearms
- ViS on GunsTribune